# Quararibea dolichopoda
Quararibea dolichopoda là một loài thực vật có hoa thuộc họ Bombacaceae.
Loài này chỉ có ở Panama.
Chúng hiện đang bị đe dọa vì mất môi trường sống.